# Johan Bångsbo
Johan Bångsbo (Kungsbacka, 10 de febrero de 2003) es un futbolista sueco que juega como defensa en el Dibba F. C. de la UAE Pro League.

## Estadísticas

### Clubes
Actualizado al último partido disputado el 6 de noviembre de 2022.
| Club                  | Div.          | Temporada     | Liga  | Liga  | Copas nacionales | Copas nacionales | Copas internacionales | Copas internacionales | Total | Total |
| Club                  | Div.          | Temporada     | Part. | Goles | Part.            | Goles            | Part.                 | Goles                 | Part. | Goles |
| --------------------- | ------------- | ------------- | ----- | ----- | ---------------- | ---------------- | --------------------- | --------------------- | ----- | ----- |
| IFK Göteborg · Suecia | 1.ª           | 2022          | 19    | 1     | 1                | 0                | ―                     | ―                     | 20    | 1     |
| IFK Göteborg · Suecia | Total club    | Total club    | 19    | 1     | 1                | 0                | 0                     | 0                     | 20    | 1     |
| Total carrera         | Total carrera | Total carrera | 19    | 1     | 1                | 0                | 0                     | 0                     | 20    | 1     |